# Markus Strini
Markus Strini (* 6. Jänner 1973) ist ein ehemaliger österreichischer Handballspieler, Triathlet und mehrfacher Österreichischer Meister.

## Werdegang
Markus Strini war in seiner Jugend 14 Jahre lang als Handballer aktiv, war im Jugend-Nationalteam und spielte vier Jahre lang in der Österreichischen Staatsliga A.

### Triathlon seit 1997
Als 24-Jähriger kam er zum Ausdauersport und startete bei seinem ersten Marathon.
Markus Strini startete bei 38 Ironman-Rennen (3,86 km Schwimmen, 180,2 km Radfahren und 42,195 km Laufen) und fünfmal bei der Triathlon-Weltmeisterschaft auf Hawaii über die Langdistanz. Strini startete im Triathlon für die TC Union Graz und von November 2004 bis Mai 2011 war er als Triathlonprofi aktiv.
2001 wurde er Staatsmeister auf der Duathlon-Langdistanz. Im Mai 2011 erklärte er seine aktive Zeit für beendet.
Der gelernte Krankenpfleger ist als Trainer und Betreuer im Sportbereich tätig. Er ist verheiratet und lebt mit seiner Frau  und seinen drei Kindern in Lebring.

## Sportliche Erfolge
| Datum/Jahr    | Rang | Wettbewerb                | Austragungsort   | Zeit     | Bemerkung                                                     |
| ------------- | ---- | ------------------------- | ---------------- | -------- | ------------------------------------------------------------- |
| 28. Nov. 2010 | 16   | Ironman Mexico            | Cozumel          |          |                                                               |
| 30. Okt. 2010 | 21   | Ironman 70.3 Miami        | Miami            | 04:27:55 | bei der Erstaustragung                                        |
| 2010          | 2    | Apfelland-Triathlon       | Stubenbergsee    |          | Zweiter auf der Mitteldistanz hinter Andreas Fuchs            |
| 1. Mai 2010   | 11   | Ironman St. George        | St. George       |          | als zweitbester Österreicher, hinter dem Sieger Michael Weiss |
| 3. Mai 2009   | 4    | TDW – Tage der Wahrheit   | Graz             | 01:50:37 | [ 3 ]                                                         |
| Okt. 2008     | 33   | Ironman Hawaii            | Hawaii           | 09:04:31 | als bester Österreicher                                       |
| 20. Apr. 2008 | 6    | Ironman China             | Haikou           | 09:32:34 | hinter dem Sieger Olaf Sabatschus                             |
| 2007          | 61   | Ironman Hawaii            | Hawaii           | 09:16:10 |                                                               |
| 27. Nov. 2005 | 13   | Ironman Western Australia | Busselton        | 09:03:26 |                                                               |
| 4. Juli 2004  | 19   | Ironman Austria           | Klagenfurt       | 08:52:13 |                                                               |
| 21. März 2004 | 14   | Ironman 70.3 South Africa | East London      | 04:31:42 | Dritter der Klasse M30–34                                     |
| Okt. 2003     | 100  | Ironman Hawaii            | Hawaii           | 09:32:35 |                                                               |
| 6. Juli 2003  | 34   | Ironman Austria           | Klagenfurt       | 08:53:41 | [ 7 ]                                                         |
| 17. Mai 2003  | 37   | Ironman Lanzarote         | Playa del Carmen | 10:17:43 | qualifiziert für einen Startplatz beim Ironman Hawaii         |
| 19. Okt. 2002 | 247  | Ironman Hawaii            | Hawaii           | 10:09:14 |                                                               |
| 7. Juli 2002  | 44   | Ironman Austria           | Klagenfurt       | 09:05:04 |                                                               |

| Datum/Jahr | Rang | Wettbewerb                                    | Austragungsort | Zeit     | Bemerkung                                  |
| ---------- | ---- | --------------------------------------------- | -------------- | -------- | ------------------------------------------ |
| 2001       | 1    | ÖTRV Staatsmeisterschaft Duathlon-Langdistanz | Osterreich     | 10:09:14 | Staatsmeister auf der Duathlon-Langdistanz |

(DNF – Did Not Finish)